# Mitt svarta jag
Mitt svarta jag (engelska: Heart Condition) är en amerikansk komedifilm från 1990 i regi av James D. Parriott. I huvudrollerna ses Bob Hoskins, Denzel Washington och Chloe Webb.

## Handling
Hoskins spelar den rasistiske polisen Jack Moony och Washington spelar en charmig men hal advokat vid namn Napoleon Stone, vilken Moony avskyr.
Moonys många år med dåliga vanor, som att äta och dricka för mycket samt att röka, hinner till slut i kapp honom. Samtidigt så är advokat Stone med om en bilolycka. 
Moony vaknar upp på sjukhuset efter att ha drabbats av en hjärtattack och har fått ett nytt hjärta, vilket visar sig ha tillhört Stone, som avled i olyckan. Det visar sig dock att det egentligen inte var någon olycka utan kriminella som ville undanröja Stone av någon anledning.
Från och med detta så följer den döda advokatens spöke Moony vart han går, vilket blir påfrestande för dem båda av flera skäl. Stone lägger sig i allt i Moonys liv, samtidigt som Moony också måste lösa mordet på Stone, inte minst för att få frid från sin ständige följeslagare.

## Rollista i urval
- Bob Hoskins - Jack Moony
- Denzel Washington - Napoleon Stone
- Chloe Webb - Crystal Gerrity
- Roger E. Mosley - Kapten Wendt
- Ja'net Dubois - Mrs. Stone
- Alan Rachins - Dr. Posner
- Ray Baker - Harry Zara
- Jeffrey Meek - Graham
- Eva LaRue - Peisha
- Clayton Landey - Posners assistent
- Lisa Stahl Sullivan - Annie

## Musik i filmen i urval
- "Uzube Nami Baba", framförd av Lady Smith Black Mambozo
- "Baby Please Don't Go", musik och text Joe Williams, framförd av Bob Hoskins och Denzel Washington
- "Can't Get Enough Of You Baby", musik och text S.A. Williams, framförd av Ray Baker, Kieran Mulroney, George Kyle & Bill Applebaum
- "Funk It", musik och text Anthony Williams och Anthony Atkinson, framförd av Anthony "Wink" Atkinson & Deidre Harris
- "Madama Butterfly", kompositör Giacomo Puccini
- "Have A Heart, text Bonnie Hayes, framförd av Bonnie Raitt